# Piratas da Batucada (Belém)
O Grêmio Recreativo e Escola de Samba Piratas da Batucada (GRES Piratas da Batucada) é uma escola de samba da cidade de Belém do Pará, no estado brasileiro do Pará.
A escola foi fundada no bairro do Reduto como um bloco carnavalesco no ano de 1974 por Ricardo Fernandes, Paulo Lôla, Waldimir Leal e Raimundo Assunção, tendo sido o último bloco remanescente dos Grandes Carnavais da cidade de Belém. Posteriormente, transferiu-se de sede, estando sediada atualmente no bairro da Pedreira, transformando-se numa escola de samba. Antes ainda de estar na Pedreira, esteve sediada em diversos bairros da cidade, tais como Cremação, Sacramenta.
Chegou ao Grupo Especial do Carnaval no ano de 2007, com o enredo “Maurício Quintarios em Cena. Tribos! O Espetáculo da Amazônia”.
Em 2009, quando esteve sediada na Avenida Pedro Miranda, 2324, entre Pirajás e Perebebui, homenageou o Museu Emílio Goeldi.
Em 2010, de volta ao bairro da Pedreira, escolheu o número 13 como enredo. Nesse ano, durante sua apresentação, a agremiação teve problemas em sua apresentação por conta de um apagão que ocorreu no sambódromo. Embora não tenha havido penalização por este motivo na avaliação dos julgadores, ao fim da apuração, seu presidente considerou que o acontecimento gerou prejuízos à escola.
Em 2020 a escola mudou de endereço sua nova sede fica localizada na travessa do Chaco 147, entre Antonio Everdosa e Rua Nova - Pedreira, e conquista pela primeira vez o campeonato da elite do carnaval de Belém com enredo Miguel Santa Brígida - O Arcanjo Dionísiaco do Drama, Fé e Carnaval com 199,7 pontos
Em 2025 a escola trouxe o tema "O Canto Caboclo da Amazônia" para a avenida, mas amargou a última colocação e como consequência, foi rebaixada para o Grupo de Acesso 1 após dezessete anos consecutivos no Grupo Especial.

## Segmentos

### Presidentes
| Período        | Presidente    | Ref.  |
| -------------- | ------------- | ----- |
| ? - atualidade | Ana Fernandes | [ 6 ] |

### Diretores
| Ano  | Diretor de Carnaval | Diretor geral de harmonia | Mestre de bateria | Ref. |
| ---- | ------------------- | ------------------------- | ----------------- | ---- |
| 2016 |                     |                           |                   |      |
| 2017 |                     |                           |                   |      |

### Coreógrafo
| Ano  | Nome | Ref. |
| ---- | ---- | ---- |
| 2016 |      |      |
| 2017 |      |      |

### Casal de Mestre-sala e Porta-bandeira
| Ano | Nome | Ref. | 2007-2020 | Bene Brito e Ana Flávia Brito |

### Corte de bateria
| Período | Rainha | Madrinha | Ref. |
| ------- | ------ | -------- | ---- |
| 2019    |        |          |      |
| 2020    |        |          |      |

## Carnavais
| Ano  | Colocação           | Grupo                | Enredo                                                                                          | Carnavalesco                                     | Intérprete         | Ref           |
| ---- | ------------------- | -------------------- | ----------------------------------------------------------------------------------------------- | ------------------------------------------------ | ------------------ | ------------- |
| 2007 | Campeã              | Grupo de acesso      | Maurício Quintáirios em Cena. Tribos! O Espetáculo da Amazônia.                                 | Alexandre Costa                                  | Wanderley Explosão |               |
| 2008 | 7º Lugar            | Especial             | O Canto do Japiim Anuncia: Vem aí Castanhal, a Magia do Nosso Carnaval.                         |                                                  | Wanderley Explosão |               |
| 2009 | 3º Lugar            | Especial             | Museu Paraense e Contribuições de Emílio Goeldi da Amazônia para o Mundo.                       | Jorge Bittencourt                                |                    | [ 7 ]         |
| 2010 | 5º Lugar            | Especial             | Treze.                                                                                          | Guilherme Repídia                                |                    | [ 8 ]         |
| 2011 | 4º Lugar            | Especial             | Praça Waldemar Henrique.                                                                        |                                                  |                    | [ 9 ] [ 10 ]  |
| 2012 | 5º Lugar            | Especial             | Vem Ver-o-Peso da Minha Experiência.                                                            |                                                  | Wanderley Explosão | [ 11 ] [ 12 ] |
| 2013 | 3º Lugar            | Especial             | Aos Olhos da Noite, Tudo é Possível.                                                            | Jorge Bittencourt Néder Charone Fernando Queiroz | Wanderley Explosão | [ 13 ] [ 14 ] |
| 2014 | 5° Lugar            | Especial             | Fiz do Samba Meu Estandarte.                                                                    | Jorge Bittencourt Néder Charone Fernando Queiroz | Wanderley Explosão |               |
| 2015 | 4° Lugar            | Especial             | Acará, 140 Anos Nessa Festa vou Celebrar.                                                       | Jean Negrão                                      | Wanderley Explosão |               |
| 2016 | Vice-Campeã         | Especial             | Belém com Cuíra de Fazer Teatro.                                                                | Jean Negrão                                      | Wanderley Explosão | [ 6 ]         |
| 2017 | Não houve desfile   | Especial             |                                                                                                 |                                                  |                    |               |
| 2018 | 4° Lugar            | Especial             | Da Turquia Encantada às Encantadas da Turquia. Salve o Povo que tem Fé nos Caminhos de Aruanda. | Jean Negrão                                      | Fábio Moreno       |               |
| 2019 | 5° Lugar            | Especial             | Chameguei, Onete!                                                                               | Edson Barata                                     | Fábio Moreno       |               |
| 2020 | Campeã              | Especial             | Miguel Santa Brígida, o Arcanjo Dionisíaco do Drama, Fé e Carnaval.                             | Edson Barata                                     | Leonardo Bessa     | [ 15 ]        |
| 2021 | Não Ocorreu Desfile |                      |                                                                                                 |                                                  |                    |               |
| 2022 | Não Ocorreu Desfile |                      |                                                                                                 |                                                  |                    |               |
| 2023 | 5º lugar            | Especial             | "Um rendez-vous de Grandes Mulheres"                                                            | Edson Barata                                     | Leonardo Bessa     |               |
| 2024 | 7º lugar            | Especial             | "Piratas, 50 anos. Por mares nunca d'antes navegados. Desbravando a última fronteira"           |                                                  | Leonardo Bessa     |               |
| 2025 | 8° lugar            | Especial (rebaixada) | "O Canto Caboclo da Amazônia"                                                                   |                                                  | Leonardo Bessa     | [ 5 ]         |
| 2026 |                     | Acesso 1             |                                                                                                 |                                                  |                    |               |